# Annet Malherbe
Pour les articles homonymes, voir Malherbe.
Annet Malherbe est une actrice néerlandaise née le 23 novembre 1957 à Rotterdam.

## Biographie
De 1978 à 1982 elle travaille à l'Académie de théâtre et de danse. En 1998, après avoir joué dans deux films, elle est sélectionnée au prix du cinéma européen en tant que meilleure actrice européenne de l'année 1998. Elle joue dans Jardins secrets, une série qui connaît un énorme succès aux Pays-Bas avant de la quitter en 2007 à la fin de la troisième saison.

## Filmographie

### Cinéma
- 1986 : Abel d'Alex van Warmerdam
- 1992 : Les Habitants (De noorderlingen) d'Alex van Warmerdam
- 1996 : La Robe, et l'effet qu'elle produit sur les femmes qui la portent et les hommes qui la regardent  d'Alex van Warmerdam
- 1998 : Le P'tit Tony (Kleine Teun) d'Alex van Warmerdam
- 2001 : Zus et Zo (Zus & Zo) de Paula van der Oest
- 2003 : Au-delà de la lune (Verder dan de maan) de Stijn Coninx
- 2009 : Les Derniers Jours d'Emma Blank (De laatste dagen van Emma Blank) d'Alex van Warmerdam
- 2010 : Fuchsia, la petite sorcière : Minuul
- 2015 : La Peau de Bax : Gina
- 2018 : All You Need Is Love (nl) : Renee

### Télévision
- 2005 - 2007 : Jardins secrets

### Théâtre
- 2009 : Adams Appels d'Olympique Dramatique et Dominique Pauwels